# Empis woodi
Empis woodi är en tvåvingeart som beskrevs av Collin 1927. Empis woodi ingår i släktet Empis och familjen dansflugor. Inga underarter finns listade i Catalogue of Life.